# Когоут, Эдуард
Франтишек Эдуард Когоут (чеш. Eduard Kohout; 6 марта 1889, Ческе-Будеёвице, Австро-Венгрия — 25 октября 1976, Прага) — чешский и чехословацкий актёр театра, кино и телевидения. Народный артист Чехословакии (1968). Лауреат Государственных премий Чехословакии (1927 и 1939)

## Биография
Бросил учёбу и начал играть в провинциальных театральных коллективах (1906—1909). В 1909—1914 годах выступал на сцене в театре Пльзеня, в 1914—1916 — в столичном театр на Виноградах. С 1916 по 1960 год — один из ведущих актёров Национального театра в Праге.
Начал сниматься в 1913 году в немом кино. За творческую карьеру снялся в более 70 кино- и телефильмах.
Похоронен на Вышеградском кладбище.

## Награды
- Национальная премия Чехословакии (1927)
- Национальная премия Чехословакии (1939)
- Заслуженный артист (1953)
- Народный артист Чехословакии (1968)
- Орден Труда (1963)

## Избранные театральные роли
- Павел Смердяков («Братья Карамазовы» Ф. М. Достоевского)
- Карл VII, дофин «Святая Иоанна» Дж. Шоу)
- Бенволио («Ромео и Джульетта» Шекспира)
- Гамлет («Гамлет» Шекспира)
- Князь Мышкин («Идиот» Ф. М. Достоевского)
- Кречинский («Свадьба Кречинского» А. В. Сухово-Кобылина)

## Избранная фильмография
- 1975 — Операция в Стамбуле
- 1972 — Расследования моей жены / Kde Aféry mé ženy — профессор Кулишек
- 1970 — На комете / Na kometě — Мерфи
- 1969 — Сжигатель трупов — Беттельгейм
- 1966 — Похищенный дирижабль — генерал
- 1964 — Хроника шута — граф
- 1963 — Король королю — заместитель министра
- 1962 — Барон Мюнхгаузен — генерал Эллемеле
- 1960 — Люди на льду — директор высшей музыкальной школы
- 1959 — Принцесса с золотой звездой — маршал
- 1959 — Игры и мечты — Тонда
- 1959 — 105 % алиби — инспектор
- 1957 — Война за веру: Против всех — Лефл Лазанский
- 1955 — Из моей жизни — К. Сладковский, доктор
- 1954 — Ян Гус — Лефл Лазанский
- 1952 — Похищение
- 1952 — Молодые годы
- 1947 — Якорный знак — маэстро Ласкари
- 1947 — Скрипка и мечта
- 1946 — Лавина
- 1943 — Танцовщица — барон Марас
- 1941 — Турбина — Артур Фабиан, зять Уллика
- 1941 — Ночной мотылёк — пан Леопольд
- 1937 — Батальон — Фердинанд Коранда